# Kaio Jorge
Kaio Jorge Pinto Ramos, más néven Kaio Jorge vagy egyszerűen csak Kaio (Olinda, 2002. január 24. –) brazil labdarúgó, a Cruzeiro játékosa.

## Pályafutása

### Klubcsapatokban

#### Santos
Kaio 2013-ban csatlakozott a Santos U11-es csapatához. 2017 novemberében, mindössze 15 évesen már az U20-as csapatban játszott.
2018. szeptember 21-én Kaio felkerült a Santos első csapatába. Kilenc nappal később debütált a brazil első osztályban az Athletico Paranaense elleni 1–0-s vereség alkalmával. Ő lett a hatodik legfiatalabb, aki debütált a Santosban.
2019. január 11-én, hosszas tárgyalások után Kaio aláírta első profi szerződését a klubbal, hároméves szerződést kötött. Első gólját a klub színeiben következő év március 3-án szerezte, csapata második találatát jegyezve a Defensa y Justicia elleni idegenbeli 2–1-es győzelem során a Libertadores-kupában; ez volt egyben a bemutatkozó mérkőzése is a sorozatban.

#### Juventus
2021. augusztus 2-án hivatalosan is a Juventus játékosa lett 3 millió euróért. A brazil játékos öt éves szerződést kötött az olasz csapattal.
Augusztus 23-án Kaio Jorge közepes súlyosságú combizomsérülést szenvedett. Szeptember 1-jén hivatalossá vált hogy Kaio kimarad a zebrák bajnokok ligája csoportkörére nevezendő 23 fős keretéből. A Juventusban október 2-án mutatkozott be egy Serie A meccsen a Torino ellen.
Október 20-án Kaio pályára lépett a Juventus tartalékcsapatában egy 2–2-es idegenbeli döntetlennel végződő Serie C-mérkőzésen az AlbinoLeffe ellen. A mérkőzésen kihagyott egy büntetőt, azonban szerzett egy gólt. 2022 januárjában Kaio elutasította a Sassuolo kölcsönszerződését. Február 2-án Massimiliano Allegri nem nevezte Kaiót a bajnokok ligája egyenes kieséses szakaszára. Kaiót február 22-én ismét lehívták tartalékcsapat keretébe egy másnapi, Pro Patria elleni mérkőzésre, azonban az összecsapáson a térdsérülést szenvedett. Ennek köszönhetően 2021–2022-es szezont idő előtt befejezte, miután mindössze 125 percet játszott az első csapatban, kilenc mérkőzésen – ezek közül egyiken sem volt a kezdőcsapat tagja.

##### Kölcsönben a Frosione-nál
2023. augusztus 29-én Kaio egy idényre szóló kölcsönszerződéssel csatlakozott a frissen feljutott Frosinone csapatához.

#### Cruzeiro
2024. június 6-án a  Série A-ban szereplő Cruzeiro bejelentette, hogy szóbeli megállapodás született a Juventus és Kaio Jorge között a játékos átigazolásáról. Az ügyletet hivatalosan öt nappal később erősítették meg az orvosi vizsgálatok befejezése után, a brazil futballista pedig öt évre szóló szerződést írt alá a klubbal.

### A válogatottban
Kaiót behívták a brazil U15-ös válogatottba a 2017-es dél-amerikai U20-as bajnokságra, ahol három mérkőzésen négy gólt szerzett. 2018. szeptember 21-én behívót kapott az U17-es válogatottba egy angliai barátságos tornára, amelyet Nantwichben és Telfordban rendeztek.
2019. szeptember 20-án Kaio bekerült Guilherme Dalla Déa szövetségi kapitány által összeállított 21 fős keretbe a 2019-es U17-es világbajnokságra. Öt gólt szerzett a tornán, betalált a döntőben is (a Mexikó elleni 2–1-es győzelem során), és ezzel ő lett a sorozat bronzcipőse.

## Statisztikái
Frissítve: 2025. június 13.
| Klub                   | Szezon         | Bajnokság      | Bajnokság | Bajnokság | Állami bajnokság | Állami bajnokság | Kupa  | Kupa  | Nemzetközi | Nemzetközi | Összesen | Összesen |
| Klub                   | Szezon         | Liga           | Mérk.     | Gólok     | Mérk.            | Gólok            | Mérk. | Gólok | Mérk.      | Gólok      | Mérk.    | Gólok    |
| ---------------------- | -------------- | -------------- | --------- | --------- | ---------------- | ---------------- | ----- | ----- | ---------- | ---------- | -------- | -------- |
| Santos                 | 2018           | Série A        | 1         | 0         | —                | —                | —     | —     | —          | —          | 1        | 0        |
| Santos                 | 2019           | Série A        | 3         | 0         | 4                | 0                | 0     | 0     | 0          | 0          | 7        | 0        |
| Santos                 | 2020           | Série A        | 28        | 4         | 7                | 0                | 1     | 0     | 12         | 5          | 48       | 9        |
| Santos                 | 2021           | Série A        | 10        | 1         | 7                | 3                | 2     | 1     | 9          | 3          | 28       | 8        |
| Santos                 | Összesen       | Összesen       | 42        | 5         | 18               | 3                | 3     | 1     | 21         | 8          | 84       | 17       |
| Juventus               | 2021–22        | Serie A        | 9         | 0         | —                | —                | 2     | 0     | 0          | 0          | 11       | 0        |
| Juventus U23           | 2021–22        | Serie C        | 2         | 1         | —                | —                | 0     | 0     | 0          | 0          | 2        | 1        |
| Juventus               | 2022–23        | Serie A        | 0         | 0         | —                | —                | 0     | 0     | —          | —          | 0        | 0        |
| Frosinone (kölcsönben) | 2023–24        | Serie A        | 20        | 3         | —                | —                | 2     | 0     | —          | —          | 22       | 3        |
| Cruzeiro               | 2024           | Série A        | 16        | 2         | —                | —                | —     | —     | 7          | 5          | 23       | 7        |
| Cruzeiro               | 2025           | Série A        | 11        | 8         | 2                | 0                | 0     | 0     | 2          | 0          | 15       | 8        |
| Cruzeiro               | Összesen       | Összesen       | 27        | 5         | 2                | 0                | 0     | 0     | 9          | 5          | 31       | 10       |
| Teljes karrier         | Teljes karrier | Teljes karrier | 75        | 14        | 20               | 3                | 7     | 1     | 30         | 13         | 132      | 31       |

1. ↑  Magában foglalja a Paulista bajnokságbeli, Mineirão bajnokságbeli pályára lépéseit is.
2. ↑  Magában foglalja a brazil kupán, olasz kupán való pályára lépéseit is.
3. ↑  Mérkőzései a Copa Libertadoresen
4. ↑  7 mérkőzésen 1 gól a Copa Libertadoresen, 2 mérkőzés 2 gól a Copa Sudamericanán
5. 1 2  Mérkőzései a Copa Sudamericananán

## Sikerei, díjai
Brazília U17
- U17-es világbajnokság: 2019[28]

Egyéni
- U17-es világbajnokság bronzcipő: 2019[29]